# Ettore Messina
Ettore Messina (* 30. September 1959 in Catania, Sizilien) ist ein italienischer Basketballtrainer. Er gehört mit bislang vier Siegen (bei insgesamt neun Finalteilnahmen) im jeweils höchsten europäischen Vereinswettbewerb (FIBA Europaliga bzw. EuroLeague) und zahlreichen nationalen Titeln zu den erfolgreichsten Basketballtrainern des Kontinents. 1998 wurde Messina als bester Trainer Europas, 2006 und 2008 als bester Trainer der EuroLeague (offiziell Alexander Gomelsky Coach of the Year) ausgezeichnet. Als einer von zehn Trainern wurde er 2008 unter die 50 größten Persönlichkeiten in der Geschichte des höchsten europäischen Vereinswettbewerbs gewählt. Von 2014 bis 2019 war er in der NBA als Co-Trainer bei den San Antonio Spurs tätig.

## Karriere
Nachdem Messina seit 1976 als Jugend- oder Assistenztrainer von Reyer Venezia, Superga Mestre, APU Udine und schließlich Virtus Bologna tätig gewesen war, wurde er 1989 zum Cheftrainer der Profiabteilung von Virtus Bologna befördert. Dort blieb er bis 1993 und gewann in dieser Zeit den italienischen Pokal, den Europapokal der Pokalsieger (beide 1990) sowie abschließend die italienische Meisterschaft. Bis 1997 war er für die italienische Nationalmannschaft verantwortlich, mit der er an drei Europameisterschaften teilnahm und 1997 das Finale erreichte.
Messina kehrte anschließend wieder zu Virtus Bologna zurück und errang gleich in der folgenden Saison sowohl im Landesmeisterpokal als auch in der italienischen Meisterschaft den Sieg. Im folgenden Jahr gewann Virtus den italienischen Pokal und erreichte das Finale des Landesmeisterpokals. 2001 gelang ihm mit Bologna das Triple, als Virtus die neu gegründete Euroleague sowie in Italien Pokal und Meisterschaft gewann. Nachdem 2002 der Pokalsieg wiederholt werden konnte und Bologna in der Euroleague erst im Finale gescheitert war, wechselte Messina zu Benetton Treviso. Einen erneuten Dreifachtriumph verpasste er in Treviso nur knapp: Neben dem Double-Gewinn aus Pokal und Meisterschaft gelang der Finaleinzug in der Euroleague. Nach zwei weiteren Saisons mit ebenso vielen Pokalsiegen wechselte Messina zu ZSKA Moskau. Hier gewann Messina auf Anhieb das Triple (Euroleague, Meisterschaft und Pokal) und erreichte auch 2007 das Endspiel der Euroleague, wobei ZSKA in Russland sowohl im Pokal als auch in der Meisterschaft den Titel erfolgreich verteidigte. 2008 gelang wiederum der Titelgewinn in der Euroleague, während ZSKA im Folgejahr das Finale verlor. Erneut gewann Messina mit Moskau jeweils die nationale Meisterschaft. Im Sommer 2009 wechselte er zum spanischen Klub Real Madrid. Nach eineinhalb Saisons ohne Titelerfolg reichte Messina im März 2011 seine Kündigung ein.
Juni 2011 wurde bekannt, dass die Los Angeles Lakers Messina einen Vertrag als Co-Trainer angeboten hatten. Messina sollte zusammen mit Mike Brown den Meister von 2010 zu neuen Titeln führen. Nach nur einem Jahr verließ Messina die Lakers jedoch wieder und kehrte als Cheftrainer von ZSKA Moskau nach Europa zurück. Mit Moskau gewann er zweimal das Double aus VTB United League und russischem Pokal, scheiterte aber 2013 und 2014 jeweils im Euroleague-Halbfinale gegen den letztendlichen Gewinner des Wettbewerbs. Anschließend wechselte Messina erneut in die NBA und wurde beim amtierenden Titelträger San Antonio Spurs Co-Trainer unter Gregg Popovich. Nachdem Popovichs Ehefrau im April 2018 gestorben war, vertrat Messina ihn vorübergehend als Cheftrainer. Im Sommer 2019 beendete der Italiener seine Arbeit bei den Texanern und unterschrieb als Cheftrainer beim italienischen Rekordmeister Olimpia Milano. Die Mailänder führte Messina 2022, 2023 und 2024 zum italienischen Meistertitel.